# Эозин Н
Эозин Н (динатриевая соль 2,4,5,7-тетрабромфлуоресцеина) — органическое соединение, ксантеновый флуоресцентный краситель, одна из форм эозина с химической формулой C20H6Br4O5Na2. Образуется при бромировании флуоресцеина. Буква Н в названии означает динатриевую соль, аналогичная дикалиевая соль носит название «Эозин К». Красновато-коричневый порошок, хорошо растворимый в воде.
Эозин Н не следует путать с натриевой солью эозина, последняя — промышленный кислотный краситель, применяемый для приготовления красок, чернил, косметики и других товаров, в то время как эозин Н — аналитический реактив, получаемый очисткой технической натриевой соли эозина с последующим превращением его в динатриевую соль и использующийся как кислотно-основный и адсорбционный индикатор.
Эозин Н также широко применяется в гистологии и цитологии в качестве цитоплазматического красителя. В медицине используется для анализа крови в составе красителя «Эозин БА», состоящего из смеси эозина Н и эозина К в равных пропорциях.
Синонимы: 2,4,5,7-тетрабром-3,6-дигидрокси-9-(2-карбоксифенил) ксантен, динатриевая соль, эозин желтоватый, эозин-натрий, эозин Y (от англ. eosin yellowish), эозин водо- и спирторастворимый (англ. eosin water and alcohol soluble, не следует путать с эозином спирторастворимым), eosin yellowish, eosin extra cristallisee, eosin gelblich, eosin B extra, BP, BS, DH, G, GGF, KS, S extra, C. I. 45380.

## Свойства
Имеет вид красновато-коричневого порошка. Молярная масса составляет 691,86 г/моль. Очень хорошо растворим в воде (50 г / 100 мл при 20 ° C), растворим в этиловом спирте (2 г / 100 г при 20 ° C), почти нерастворим в эфире.
В кислых водных растворах растворимая соль выпадает в виде оранжево-красного осадка основания эозина. Разлагается в водных растворах едких щелочей, при этом цвет раствора сначала изменяется из красноватого в коричневый, затем переходит в фиолетовый.
Способен к фотодинамическому образованию синглетного кислорода.

## Получение
Основание эозина образуется при бромировании флуоресцеина в среде этилового спирта, при температуре не выше 40 °C. В процессе реакции сначала образуется дибромфлуоресцеин, хорошо растворимый в спирте, после добавления оставшегося количества брома в осадок начинает выпадать тетрабромфлуоресцеин:
 {\displaystyle +4Br_{2}} {\displaystyle \longrightarrow } 
Окончательная кристаллизация происходит в течение суток с выходом стадии в 92 %.
Для получения реактива аналитической чистоты кристаллы эозина переосаживают из раствора соляной кислотой, обрабатывают водным раствором карбоната натрия в среде метилового или этилового спирта и переводят в динатриевую соль.

## Применение
Применяют в аналитической химии как люминесцентный кислотно-основный индикатор. Люминесценция, имеющая зелёный цвет, появляется при значениях pH в диапазоне 1—3. Как адсорбционный индикатор используется при аргентометрическом определении ионов брома, иода и тиоцианат-иона SCN-, при этом цвет люминесценции изменяется от красного к фиолетовому.
Используется в медицине в качестве диагностического реактива во время проведения анализов крови в составе красителя «эозин БА», который представляет собой смесь в пропорции 1:1 эозина Н и эозина К, то есть динатриевой и дикалиевой солей эозина.